# Teleutomyrmex
Teleutomyrmex é um género de insecto da família Formicidae.
Este género contém as seguintes espécies:
- Teleutomyrmex kutteri
- Teleutomyrmex schneideri